# Forino (Gostivar)
Forino (makedonsky: Форино; albánsky: Forinë) je vesnice v Severní Makedonii. Nachází se v opštině Gostivar v Položském regionu. 

## Historie
První zmínky o vesnici pochází z let 1461-62. Až do 20. století byla vesnice obývána pouze Slovany (Makedonci), ti se ale po rozpadu Jugoslávie vystěhovali. 

## Demografie
Podle záznamů Vasila Kančova z roku 1900 žilo ve vesnici 590 obyvatel – 560 Albánců a 30 Makedonců. 
Podle záznamů Afanasije Seliševa z roku 1905 bylo ve vesnici 129 domů s 820 obyvateli jak albánského, tak i makedonského původu. 
Podle posledního sčítání lidu z roku 2021 žije ve vesnici 2 809 obyvatel, etnickými skupinami jsou:
- Albánci – 2 710
- Romové – 1
- ostatní – 98

### Vývoj osídlení vesnice
| Rok            | 1900 | 1929 | 1948  | 1953  | 1961  | 1971  | 1981  | 1994  | 2002  | 2021  |
| -------------- | ---- | ---- | ----- | ----- | ----- | ----- | ----- | ----- | ----- | ----- |
| Počet obyvatel | 590  | 820  | 1 523 | 1 726 | 2 043 | 2 831 | 3 637 | 4 047 | 4 652 | 2 809 |